# Chingon
Chingon (Engelsk: badass) er et mexikansk rockgruppe bosat i Austin, Texas og startet af filminstruktøren Robert Rodriguez med formål at indspille sange til hans film fra 2003, Once Upon a Time in Mexico.
Chingon har blandt andet bidraget med deres sang "Malagueña Salerosa" til Quentin Tarantinos Kill Bill: Volume 2 — som Rodriguez desuden indspillede — og en live optræden af bandet var inkluderet på dvd-udgaven af filmen.

## Medlemmer
- Robert Rodriguez – guitar
- Alex Ruiz – vokal
- Mark del Castillo – guitar, vokal
- Rick del Castillo – guitar, vokal
- Albert Besteiro – basguitar
- Carmelo Torres – percussion
- Mike Zeoli – trommer

Når de spiller uden Robert Rodriguez, kaldes bandet Del Castillo.
Gæsteoptrædener tæller:
- Patricia Vonne (Rodriguez' søster der var med til at skrive og opføre "Severina")
- Salma Hayek (med på "Siente Mi Amor")
- Tito Larriva (skrev og optrådte med "Alacran y Pistolero")
- Nataly Pena

## Diskografi

### Album
- Mexican Spaghetti Western (2004)

### Soundtrack-optræden
- Once Upon a Time in Mexico (2003)
- Mexico and Mariachis (2004)
- Kill Bill Volume 2 (2004)
- Grindhouse: Planet Terror (2007)
- Hell Ride (2008)
- Machete (2010)

| Musikgruppe | Spire Denne artikel om en musikgruppe er en spire som bør udbygges. Du er velkommen til at hjælpe Wikipedia ved at udvide den. |